# Antonio Blanco Conde
Antonio Blanco Conde (nascut el 23 de juliol de 2000) és un futbolista espanyol que juga principalment com a migcampista defensiu al Deportivo Alavés. També juga a la selecció espanyola. Va ser inclòs a "Next Generation 2017" de The Guardian.

## Carrera de club
Va debutar a la primera divisió amb el Reial Madrid el 18 d'abril de 2021, en un empat sense gols contra el Getafe CF, entrant com a suplent. Tres dies després va tenir la seva primera titularitat, en una victòria per 3-0 contra el Cadis. L'agost de 2022, es va traslladar a Cadis amb un contracte de cessió per tota la temporada.

## Carrera internacional
A causa de l'aïllament d'alguns jugadors de la selecció després de la prova positiva de la COVID-19 de Sergio Busquets, la selecció espanyola sub-21 va ser convocada per a l'amistós internacional contra Lituània el 8 de juny de 2021. Blanco va fer el seu debut com a sènior al partit, en què Espanya va guanyar 4-0.

## Palmarès
Reial Madrid
- Lliga Juvenil de la UEFA: 2019-20
- UEFA Champions League: 2021–22

Internacional
Espanya sub-17
- Campionat d'Europa sub-17 de la UEFA: 2017
- Copa del Món Sub-17 de la FIFA: Subcampió 2017

Espanya sub-19
- Campionat d'Europa sub-19 de la UEFA: 2019